# Лардираго
Лардира̀го (на италиански: Lardirago, на местен диалект: Lardirà, Лардира) е село и община в Северна Италия, провинция Павия, регион Ломбардия. Разположено е на 83 m надморска височина. Населението на общината е 1227 души (към 2010 г.).